# Pak Sung-hyok
Pak Sung-hyok (kor. 박승혁; ur. 30 maja 1990) – północnokoreański piłkarz występujący na pozycji pomocnika w klubie Sobaeksu.

## Kariera
Pak Sung-hyok jest wychowankiem Sobaeksu. W 2009 roku zadebiutował w reprezentacji Korei Północnej. Został powołany do kadry na Mistrzostwa świata 2010.